# Inquérito das Fake News
O Inquérito 4781, conhecido como Inquérito das Fake News, é um inquérito aberto pelo Supremo Tribunal Federal (STF) para investigar a existência de notícias falsas, denunciações caluniosas, ameaças e roubos de publicação sem os devidos direitos autorais, infrações que podem configurar calúnia, difamação e injúria contra os membros da Suprema Corte e seus familiares.

## Histórico
O inquérito foi aberto em 14 de março de 2019 pelo presidente do Supremo Tribunal Federal Dias Toffoli logo depois que o ministro tomou conhecimento de ofensas do procurador da República Diogo Castor de Mattos, integrante da Operação Lava Jato, ao judiciário. O objetivo do inquérito, que tramita em sigilo na Corte, é apurar ataques e notícias falsas envolvendo o tribunal e seus integrantes. Seu relator é o ministro Alexandre de Moraes.
A abertura do inquérito gerou polêmica uma vez que foi iniciado sem a solicitação de outro órgão, como o Ministério Público, a Procuradoria-Geral da República ou uma autoridade policial. A investigação foi justificada com base no artigo 43 do regimento interno do STF, segundo o qual, "ocorrendo infração à lei penal na sede ou dependência do Tribunal, o presidente instaurará inquérito, se envolver autoridade ou pessoa sujeita à sua jurisdição, ou delegará esta atribuição a outro ministro". Alexandre de Moraes foi então encarregado do caso, sem sorteio entre os ministros.
Na semana seguinte a abertura do inquérito, Alexandre de Moraes decretou o bloqueio de contas nas redes sociais que propagarem discurso de ódio contra o STF. Também foram ordenadas buscas em endereços de São Paulo e Alagoas.
Em 16 de abril de 2019, é deflagrada uma operação pela Policia Federal com mandados de busca e apreensão, nos quais foram recolhidos celulares e computadores em São Paulo, Goiás e Brasília no âmbito do Inquérito das Fake News. Foi determinado, ainda, o bloqueio do Twitter, do Facebook, do Instagram e do WhatsApp dos investigados. Entre os alvos estava o general da reserva Paulo Chagas, candidato ao governo do Distrito Federal nas eleições de 2018, que fez críticas à Corte nas redes sociais. 
Alexandre de Moraes determinou que a revista Crusoé e o site O Antagonista retirassem uma reportagem intitulada "O amigo do amigo do meu pai", que mencionava o presidente da Corte Dias Toffoli sendo citado por Marcelo Odebrecht em uma delação premiada da Operação Lava Jato. A notícia sugeriria que Dias Toffoli seria amigo do ex-presidente Luiz Inácio Lula da Silva que, por sua vez, era amigo de Emílio Odebrecht, o fundador da empreiteira Odebrecht (atual Novonor) e pai de Marcelo. A decisão de Moares, segundo ele próprio, foi pelo fato de a Procuradoria-Geral da República (PGR) haver afirmado não ter recebido algum documento que comprovaria que Toffoli a pessoa se referida com o codinome. Várias entidades da sociedade civil, como a Ordem dos Advogados do Brasil (OAB), associações de jornalistas e alguns ministros do STF criticaram a decisão classificando-a como um ato de censura à liberdade de imprensa. Posteriormente, após a PGR e o Supremo tomarem "conhecimento do conteúdo do documento", Moraes revogou a medida e rejeitou a alegação de censura. Em seguida, Bolsonaro parabenizou Moraes.

Como resposta, a então procuradora-geral da República, Raquel Dodge, decidiu arquivar o inquérito, por considerá-lo inconstitucional. Em petição anexada ao inquérito, fundamentou:
O sistema penal acusatório não autoriza que a condução da investigação penal seja feita pelo Judiciário, notadamente quando exclui o titular da ação penal, ou quando impõe sigilo a ele na condução da investigação. Estas medidas afrontam o artigo 129-I, II, VII, VIII e § 2º da Constituição.
Nessa perspectiva constitucional, de garantia do regime democrático, do devido processo legal e do sistema penal acusatório, a decisão que determinou de ofício a instauração deste inquérito, designou seu relator sem observar o princípio da livre distribuição e deu-lhe poderes instrutórios quebrou a garantia da imparcialidade judicial na atuação criminal, além de obstar acesso do titular da ação penal à investigação.

No mesmo dia, no entanto, Moraes rejeitou o arquivamento.
Em 26 de maio de 2020, o então Ministro da Educação, Abraham Weintraub, foi incluído no inquérito após ter dito, em uma reunião ministerial ocorrida em 22 de abril, cujo conteúdo se tornou público em 22 de maio, que "Por mim, botava esses vagabundos todos na cadeia. Começando no STF".

### OperaçãoFake News
Em 27 de maio de 2020 é deflagrada uma nova operação pela Policia Federal com mandados de busca e apreensão no Distrito Federal, no Rio de Janeiro, em São Paulo, no Mato Grosso, no Paraná e em Santa Catarina contra empresários, parlamentares e influenciadores digitais ligados ao bolsonarismo. Também foi determinada a quebra de sigilo bancário e fiscal de quatro empresários suspeitos de financiar notícias falsas. Entre os alvos, estavam:
- Bia Kicis (PSL-DF), deputada federal, procuradora do Distrito Federal aposentada;
- Carla Zambelli (PSL-SP), deputada federal e fundadora do Movimento Nas Ruas;
- Daniel Silveira (PSL-RJ), deputado federal e ex-policial militar do Rio de Janeiro;
- Filipe Barros (PSL-PR), deputado federal, ex-vereador de Londrina (PR) e advogado;
- Cabo Junio Amaral (PSL-MG), deputado federal e policial militar de Minas Gerais reformado;
- Luiz Philippe de Orléans e Bragança (PSL-SP), deputado federal;
- Douglas Garcia (PSL-SP), deputado estadual, vice-presidente do movimento conservador "Direita São Paulo";
- Gil Diniz (PSL-SP), conhecido como "Carteiro Reaça", deputado estadual e líder do PSL na Assembleia de São Paulo;
- Allan dos Santos, blogueiro do site Terça Livre;
- Sara Winter, ativista e líder do movimento "300 do Brasil";
- Winston Lima, capitão da reserva, youtuber, organizador das manifestações pró-Bolsonaro e coordenador do "Bloco Movimento Brasil";
- Bernardo Küster, youtuber, autor e diretor do site "Brasil Sem Medo" de Olavo de Carvalho;
- Reynaldo Bianchi Junior, humorista conhecido como "Rey Bianchi";
- Roberto Jefferson, ex-deputado federal e presidente nacional do PTB;
- Luciano Hang, empresário, dono da rede de lojas Havan;
- Edgard Corona, empresário, dono dos grupos de academias esportivas Smart Fit e BioRitmo;
- Marcos Belizzia, porta-voz do grupo "NasRuas";
- Otavio Fakhouri, empresário e colaborador do site "Crítica Nacional".
- Enzo Leonardo (Enzuh), youtuber.
- Edson Salomão, chefe de gabinete do deputado estadual Douglas Garcia.

Segundo o levantamento do Aos Fatos de maio de 2020, os deputados investigados no inquérito publicaram em média duas postagens por dia em rede social em um período de três meses, com desinformação ou mencionando o STF de forma crítica.

### Prisão do deputado Daniel Silveira
Em 16 de fevereiro de 2021, o deputado federal Daniel Silveira (PSL-RJ) foi preso em flagrante pela Polícia Federal, por determinação do ministro Alexandre de Moraes, após por postar vídeos online proferindo ofensas e ameaças aos magistrados do Supremo Tribunal Federal, pedindo a extinção do Tribunal e um novo AI-5 - considerado o instrumento jurídico mais repressivo da ditadura militar brasileira. A prisão está no âmbito do inquérito das fakes news.
A prisão foi confirmada por unanimidade pelo plenário do tribunal e mantida após audiência de custódia. Entretanto, como a Constituição prevê que a prisão em flagrante de parlamentares deve ser submetida ao plenário da Câmara dos Deputados; em 19 de fevereiro, foi realizada uma votação para a aprovação do parecer da relatora, deputada Magda Mofatto (PP-GO), que recomendou manter preso o parlamentar. Assim, a Câmara dos Deputados, por 364 votos a 130, decidiu manter na prisão o deputado. 

### Remoção de mensagem do Telegram
No dia 10 de maio de 2023 o ministro Alexandre de Moraes, relator do inquérito, determinou que o Telegram removesse mensagem contrária ao PL 2630/2020 e publicasse nova mensagem dizendo que a anterior caracterizava "flagrante e ilícita desinformação" sob pena de suspensão de 72 horas no Brasil.
Em entrevista em off  à colunista Vera Rosa do Estadão, três ministros da Corte admitiram, "sob reserva", que o inquérito funcionava como uma espécie de escudo do tribunal.

## Críticas
Em artigo de opinião no Jota, Horácio Neiva criticou o objeto genérico do inquérito, que "parece refletir a intenção do Supremo: arrogar-se poderes de investigar, acusar e julgar qualquer um que resolva criticá-lo em tom ou com palavras que o próprio Tribunal entenda inadequadas."
Também recebeu críticas de Marco Aurélio e membros da direita brasileira como sendo um inquérito ilegal e que seria parcial pelo fato do STF ter o poder de investigar, julgar e condenar.
O inquérito também recebeu crítica por parte da esquerda brasileira, com o senador Randolfe Rodrigues tendo afirmado pouco depois da abertura d que Toffoli e Alexandre de Moraes teriam fabricado para si um AI-5, se referindo indiretamente ao caráter coercitivo do inquérito 4781.